# کروژی
کروژی (به فرانسوی: Crugey) یک کمون در فرانسه با جمعیت ۱۷۳ نفر است که در Canton of Bligny-sur-Ouche واقع شده‌است.